# 囍 (流行歌曲)
囍（英文：Chinese Widding）是由中国大陆作曲家、歌手葛東琪于2017年创作并在2020年1月21日发表的一首华语流行歌曲。由姚政、王磊、鮑鋭、閆實担任监制。此乐的正式专辑涵括了的中式的琵琶、二胡、唢呐及西式的钢琴键、电子琴。目前对于该歌的主题与总体背景叙述未有明确的定论，一般认为是隐喻冥婚。